# Soulja Girl
Soulja Girl – drugi singel Soulja Boya z debiutanckiego albumu Souljaboytellem.com. Singel wydano w październiku 2007 roku w Stanach Zjednoczonych, a w Europie w lutym 2008. Są dwie wersje utworu z udziałem piosenkarza R&B I-15 lub z Mario, lecz bardziej znana jest z tym drugim wymienionym artystą.